# Історія іграшок 4
«Історія іграшок 4» (англ. Toy Story 4) — американський 3D комп'ютерно-анімаційний пригодницько-комедійний фільм, знятий Джошем Кулі. Прем'єра стрічки в Україні відбулася 20 червня 2019 року.

## Сюжет
Вуді та Бо Піп рятують радіокеровану машинку Енді, коли вона опинилася надворі під час зливи. Потім Бо та її овечок передають новому власнику. Вуді намагається її врятувати, але вона наполягає, що їй час вирушити до іншої дитини. Вона просить Вуді піти з нею, але коли він чує, як Енді кличе його, то вирішує залишитися.
Через 9 років Енді збирається вступити до коледжу, тому дарує свої іграшки сусідській дівчинці Бонні. Вона не проявляє великого інтересу до Вуді. Та оскільки Бонні дуже нервує через початок дитячого садка, то Вуді пробирається до її рюкзака, щоб підтримати. На вступній урочистості дівчинка майструє з виделки іграшку Виделика. Той вважає себе сміттям, і хоче викинутися до смітника. Але швидко він стає улюбленою іграшкою Бонні, і Вуді цьому дуже радіє.
Коли родина Бонні вирушає в подорож, Виделик вистрибує з вікна трейлера, а Вуді вирушає за ним. Йдучи до парку, Вуді переконує Виделика, що його місце з Бонні. Проходячи повз антикварний магазин, він впізнає Бо Піп у вітрині та заходить всередину. Вони зустрічають балакучу ляльку на ім'я Геббі Геббі та її друзів-маріонеток, які намагаються забрати голосовий апарат Вуді, щоб замінити зламаний у Геббі. Вуді тікає, проте Виделик стає в'язнем Геббі. На неподалік розташованому дитячому майданчику Вуді возз'єднується з Бо та її вівцями, які стали «загубленими іграшками», вільними від господарів і здатними робити все, що їм заманеться, разом зі своєю подругою, іграшкою-поліціянткою Смішанкою. Вони погоджуються допомогти Вуді врятувати Форкі. Вони їдуть додому всередині іграшкового скунса.
Базз Лайтер, намагаючись знайти Вуді, губиться на мандрівному карнавалі та зустрічає іграшкових кролика Банні та пташку Дакі. Вони знаходять Вуді та Бо, який бере їх до іграшкового мотоцикла Дюка Бубуха. Іграшки намагаються врятувати Форкі, але їх мало не вбиває кіт власниці магазину. Іграшки відмовляються повертатися через небезпеку, але Вуді, ненавмисне образивши Бо, залишає її та Базза й вирушає рятувати Форкі сам. Коли він стикається з Геббі, вона пояснює, що хоче повернути голос, щоб з нею могла гратися онука власниці магазину, Гармоні. Вуді погоджується, а потім Гармоні відкидає Геббі.
Вуді відправляє Виделика до трейлера та переконує Геббі повернутися з ним до будинку Бонні. Бо, Дюк та решта іграшок повертаються та допомагають парі втекти, а Бо та Вуді миряться. Джессі збирає іграшки Бонні, щоб скористатися трейлером та поїхати назад на карнавал. По дорозі Геббі помічає загублену дитину на карнавалі та залишає групу, щоб втішити її, поки не приїдуть батьки; дівчинка бере Геббі з собою.
Вуді вагається, чи лишитися йому з Бо як «загублена іграшка». Базз запевняє його, що з Бонні все буде добре без нього. Вуді прощається зі своїми друзями та приєднується до Бо. Через деякий час Бонні створює компаньйона для Форкі з пластикового ножа, поки «загублені іграшки» подорожують з карнавалом і допомагають іграшкам-призам знайти господарів.

## Озвучування
| Персонаж      | Озвучка (оригінал) | Український дубляж   |
| ------------- | ------------------ | -------------------- |
| Шериф Вуді    | Том Генкс          | Володимир Терещук    |
| Базз Рятівник | Тім Аллен          | Олексій Богданович   |
| Бо Піп        | Енні Поттс         | Світлана Шекера      |
| Виделик       | Тоні Гейл          | Андрій Альохін       |
| Ляля          | Бонні Гант         | Наталя Надірадзе     |
| Дюк Бубух     | Кіану Рівз         | Михайло Кришталь     |
| Ґабі Ґабі     | Крістіна Гендрікс  | Лілія Цвєлікова      |
| Джессі        | Джоан Кьюсак       | Катерина Брайковська |
| Бонні         | Мадлен Макгроу     |                      |
| батько Бонні  | Джей Ернандес      |                      |
| Каченя        | Кіген-Майкл Кі     |                      |
| Кроленя       | Джордан Піл        |                      |

## Виробництво
Про початок виробництва фільму було офіційно оголошено 6 листопада 2014 року.
Спочатку фільм вироблявся під керівництвом Джона Лассетера, але через секс-скандал режисером став Джош Кулі, який до цього виробляв короткометражки для студії Pixar.

## Випуск
26 жовтня 2016 року було повідомлено, що дата релізу фільму «Історії іграшок 4» переноситься на 21 червня 2019 року, а його місце, червень 2018 року, зайняла «Суперсімейка 2».